# إف. ستيوارت شابن الثالث
إف. ستيوارت شابن الثالث (بالإنجليزية: F. Stuart Chapin III)‏ هو عالم بيئة أمريكي، ولد في 2 فبراير 1944.